# هری دارلینگ
هری دارلینگ (انگلیسی: Harry Darling؛ زادهٔ ۸ اوت ۱۹۹۹) بازیکن فوتبال است.
از باشگاه‌هایی که در آن بازی کرده‌است می‌توان به باشگاه فوتبال کمبریج یونایتد اشاره کرد.